# Kitakami (kryssare)
Kitakami (北上) var en lätt kryssare av Kuma-klass i den kejserliga japanska flottan, uppkallad efter floden Kitakami i prefekturen Iwate, Japan.

## Bakgrund
Efter byggandet av kryssarna i Tenryū-klassen blev nackdelarna med konceptet med små kryssare uppenbara. I slutet av 1917 skrinlades planerna på ytterligare sex fartyg i Tenryū-klassen, plus tre nykonstruerade spaningskryssare i 7 200-tonsklassen, till förmån för ett mellanfartyg i 5 500-tonsklassen som kunde användas både som ett långdistansspaningsfartyg med hög hastighet och även som ledningsfartyg för jagar- eller ubåtsflottiljer. Kitakami var det tredje i en serie av fem fartyg i denna klass som byggdes mellan 1918 och 1921.

## Design
Fartygen i Kuma-klassen var i huvudsak förstorade versioner av kryssarna i Tenryū-klassen, med högre hastighet, räckvidd och tyngre bestyckning. Med förbättringar av tekniken för ångturbiner kunde fartygen i Kuma-klassen uppnå en hög hastighet på 36 knop (67 km/h) och en räckvidd på 9 000 nautiska mil (17 000 km) vid 10 knop (19 km/h).
Antalet 14 cm/50 kanoner ökades från fyra på Tenryū-klassen till sju på Kitakami: två föröver, en på varje sida av överbyggnaden och tre akteröver, vilket innebar att endast sex kanoner kunde användas på en bredsida. Torpedtuberna ökades också till fyra dubbelmonterade: dock förblev Kuma-klassen mycket bristfällig i luftvärnsskydd, med endast två 8 cm/40 kanoner och två kulsprutor.

## Tjänstgöring

### Tidig tjänstgöring
Kitakami kölsträcktes den 1 september 1919, sjösattes den 3 juli 1920 och färdigställdes den 15 april 1921 vid Sasebo-varvet, Nagasaki. Strax efter driftsättningen baserades hon vid Mako, Pescadorerna. Hon kommenderades av kapten Jinichi Kusaka från november 1931 till december 1932 och kapten Tomoshige Samejima från december 1932 till mars 1934. När det andra kinesisk-japanska kriget inleddes fick hon i uppdrag att bevaka de japanska styrkornas landstigningar i centrala Kina.
Den 25 augusti 1941 återvände Kitakami till Sasebo för ombyggnad till en "torpedkryssare" med tio fyrdubbla torpedtuber för 61 cm torpeden "Long Lance" typ 93, i linje med den japanska flottans planer på att skapa en särskild "nattlig stridsstyrka" av torpedkryssare. Modifieringen slutfördes den 30 september 1941 och Kitakami tilldelades den japanska första flottan, 9:e kryssardivisionen.

### Tidigt i Stillahavskriget
Vid tidpunkten för attacken mot Pearl Harbor eskorterade Kitakami den Kombinerade flottans slagskepp från Hashirajima till Boninöarna och tillbaka till Japan.
Från januari till maj 1942 ägnade sig Kitakami främst åt utbildning runt de japanska öarna. Vid tiden för slaget vid Midway den 29 maj 1942 ingick Kitakami och hennes systerfartyg Ōi i den aleutiska flanksstyrkan och återvände säkert till Japan den 17 juni 1942.

### Användning som ett snabbt trupptransportfartyg
Från augusti till september 1942 omvandlades Kitakami och Ōi till snabba transportfartyg. Deras tio fyrdubbla torpedtuber reducerades till sex (totalt 24 enheter). De utrustades med två landningsfarkoster av Daihatsu-klass och försågs med två trippelmonterade 25 mm luftvärnskanoner av typ 96. Sjunkbombrälsar installerades också. Efter omvandlingen tog Kitakami och Ōi ombord den särskilda marina landsättningsstyrkan nr 4 Maizuiru, som de transporterade till Truk på Karolinerna och Shortland Island på Salomonöarna den 6 oktober 1942.
9:e kryssardivisionen upplöstes den 21 november 1942 och Kitakami placerades direkt under den Kombinerade flottan. I november transporterade Kitakami trupper från Manila till Rabaul, New Britain, och återvände till Sasebo i slutet av året.
I januari 1943 tilldelades Kitakami förstärkningen av de japanska styrkorna i Nya Guinea och eskorterade en konvoj med 20:e infanteridivisionen från Pusan till Wewak, Nya Guinea via Palau. I februari eskorterade hon en konvoj med 41:a infanteridivisionen från Qingdao till Wewak, återigen via Palau.
Den 15 mars 1943 omplacerades Kitakami till 16:e kryssardivisionen i Sydvästra flottan som ett patrullfartyg baserat i Surabaya. Hon eskorterade tre truppkonvojer från Surabaya till Kaimana, Nya Guinea under april och maj.
Den 23 juni 1943 bombades Kitakami, Ōi, Kinu och Kuma av Consolidated B-24 Liberators från 5th Air Force's 319th Bomb Squadron medan de befann sig i Makassar. Ingen av kryssarna träffades, men några fick mindre skador från nära missar.
Efter ombyggnad i Singapore i augusti eskorterade Kitakami en truppkonvoj från Singapore till Nikobarerna i början av september. Ytterligare två konvojer eskorterades till Port Blair på Andamanerna i slutet av oktober.
I slutet av januari 1944 eskorterade Kitakami en annan konvoj till Port Blair. På sin återresa genom Malackasundet, sydväst om Penang, Malaya, den 27 januari 1944, träffades Kitakami akterut av två torpeder avfyrade av ubåten HMS Templar. Kinu bogserade Kitakami till Angsa Bay, Malaya för nödreparationer, följt av omfattande reparationer i Singapore i februari. Reparationerna slutfördes inte förrän den 21 juni 1944. Men efter att ha lämnat Singapore för att eskortera tankfartyget Kyokuto maru började Kitakami ta in vatten och var tvungen att lägga till i Filippinerna från den 12 juli 1944 till den 26 juli 1944. Trots de ytterligare reparationerna tog Kitakami fortfarande in vatten på sin återresa till Sasebo.

### Ombyggnad

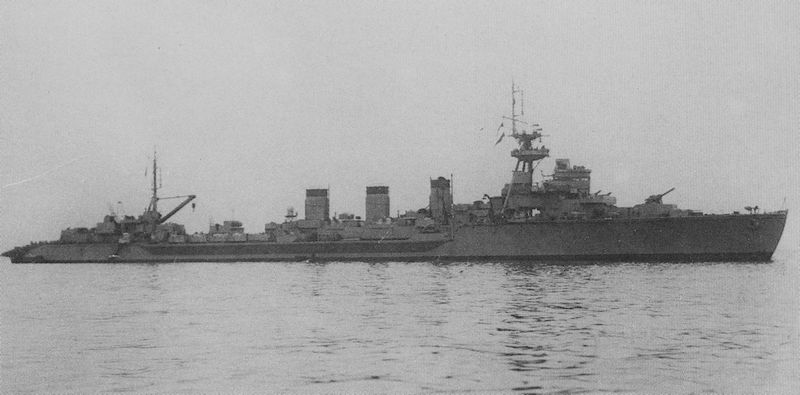
Kitakami den 20 januari 1945 vid varvet i Sasebo.

Från den 14 augusti 1944 reparerades och modifierades Kitakami vid Sasebo för att kunna bära åtta Kaiten-miniubåtar. En 20-tons kran, tidigare från sjöflygplanstendern Chitose, monterades för att höja och sänka Kaiten i vattnet. Aktern byggdes om till en överhängande rampkonfiguration och de akterliga turbinerna togs också bort och utrymmet användes för att förvara reservdelar och reparationsutrustning. Avlägsnandet av dessa turbiner minskade Kitakamis toppfart från 36 till 23 knop (67 till 43 km/h). All Kitakamis återstående bestyckning togs bort och ersattes av två 12,7 cm luftvärnskanoner av typ 89 och 67 stycken 25 mm luftvärnskanoner av typ 96 (tolv trippelmonterade och 31 enkelmonterade). Två sjunkbombsrälsar installerades i aktern och två sjunkbombskastare installerades också. Ombyggnaden slutfördes den 20 januari 1945 och Kitakami omplacerades direkt till den Kombinerade flottan.
Den 19 mars 1945 genomförde hangarfartygen Essex, Intrepid, Hornet, Wasp, Hancock, Bennington och Belleau Wood från den amerikanska Task Force 58 krigets första hangarfartygsattack mot flottbasen i Kure. Mer än 240 flygplan (Curtiss SB2C Helldivers, Vought F4U Corsairs och Grumman F6F Hellcats) anföll slagskeppen Hyūga, Ise, Yamato, Haruna, hangarfartygen Amagi, Katsuragi, Ryūhō, Kaiyō och andra fartyg. Kitakami fick inga skador.
I juli 1945 utrustades Kitakami med ytterligare tjugosju enkelmonterade 25 mm luftvärnskanoner av typ 96. Den 24 juli 1945 anföll dock cirka 200 flygplan från Task Force 38:s Essex, Ticonderoga, Randolph, Hancock, Monterey och Bataan återigen Kure-området. Kitakami skadades av beskjutning och 32 besättningsmän dödades.

### Efter krigets slut
Efter Japans kapitulation den 2 september 1945 flyttades Kitakami till Kagoshima och användes som reparationsfartyg för fartyg som repatrierade soldater.
Kitakami ströks från flottans register den 30 november 1945, och skrotades från den 10 augusti 1946 till den 31 mars 1947.